# براک لزنر
براک لزنر (به انگلیسی : Brock Lesnar) یکی از شناخته‌شده‌ترین و موفق‌ترین ورزشکاران چندرشته‌ای در تاریخ ورزش‌های رزمی، کشتی حرفه‌ای، و ورزش‌های قدرتی آمریکاست. او به‌خاطر فیزیک فوق‌العاده، قدرت بدنی بی‌نظیر و شخصیت خشنی که هم در رینگ کشتی حرفه‌ای و هم در قفس مبارزات یواف‌سی به نمایش گذاشت، شهرت جهانی دارد.
لزنر و ریکیشی در راو ۲۰۰۱ با هم مسابقه دادند که در آن مسابقه لزنر پیروز شد. و بعد از آن مبارزه ای را با گروه هاردی بویز شروع کرد. لزنر به همراه پل هیمن در شوی جاجمنت دی سال ۲۰۰۱ به مصاف یکدیگر رفتند که در آن مسابقه لزنر و هیمن پیروز شدند. بعد از اینکه نام کمپانی از WWF به WWE تغییر کرد لزنر در سال ۲۰۰۲ به برند اسمکدان منتقل شد.
لزنر در یکی از شوهای اسمکدان با راک درگیری پیدا کرد و این درگیری منجر به مسابقه این نفر در سامراسلم شد. لزنر در سامراسلم توانست راک را شکست دهد و قهرمان wwe شود. بعد از آن لزنر در سروایور سریز ۲۰۰۲ از بیگشو شکست خورد و کمربند wwe را به بیگشو واگذار کرد و سر انجام لزنر در مسابقه رویال رامبل سال ۲۰۰۳ پیروز شد.
لزنر در رسلمانیا ۱۹ به مصاف کرت انگل رفت و توانست انگل را شکست دهد و برای دومین بار قهرمان کمربند wwe شد. لزنر در سامر اسلم ۲۰۰۳ کمربند را به کرت انگل واگذار کرد و انگل در سامر اسلم توانست لزنر را با سابمیشن شکست دهد.
لزنر در یکی از شوهای اسمکدان سال۲۰۰۳ توانست انگل را شکست دهد و تایتل wwe را از انگل پس بگیرد.
بعد از آن در یکی از شوهای اسمکدان سال۲۰۰۴ ادی گررو در یک بتل رویال۲۰نفره پیروز شد و رقیب لزنر در شوی نو وی اوت شد. ادی و لزنر در نو وی اوت مساف به هم رفتند که ادی گررو با کمک گلدبرگ توانست لزنر را شکست دهد و قهرمان تایتل WWE شود.
درگیری لزنر و گلدبرگ شروع شد. و سر انجام لزنر و گلدبرگ در رسلمنیا۲۰ که به سال۲۰۰۴ معروف بود مساف به هم رفتند داور مسابقه لزنر و گلدبرگ استون کلد استیو استین بود در این مسابقه گلدبرگ توانست لزنر را در یک مسابقه۱۲دقیقه ای شکست دهد. بعد آن لزنر بعد از رسلمنیا۲۰کمپانی را ترک کرد
در تاریخ ۱۷ اوت ۲۰۱۴ در پی-پی-وی سامر اسلم (۲۰۱۴) لزنر با در هم شکستن جان سینا موفق به کسب کمربند دبلیودبلیوئی سنگین‌وزن جهان شد. او در این مسابقه ۳۲ سوبلکس به جان سینا زد که رکورد بیشترین تعداد سوبلکس در یک مسابقهٔ کشتی کج است.
او در پی پر ویو رویال رامبل (۲۰۱۵) توانست در مسابقه تریپل ترید مچ از سد جان سینا و سث رالینز بگذرد و از کمربند خود دفاع کند. وی دردررسلمانیا ۳۱ به مصافرومن رینز رفت که در لحظات پایانی میستر مانی این د بنک سث رالینز وارد شد و چمدان خود را کش کرد وبا پین کردن رومن رینز قهرمان شد.
پس از مدتی دوری از کمپانی، لزنر دوباره در راو ۱۵ ژوئن بازگشت و تریپل اچ اعلام کرد که او باید در رزمگاه (۲۰۱۵) به مصاف سث رالینز برود. لزنرابتدادرلایو ایونت کوفی کینگستون را شکست داد و سپس هم گروهی‌های کوفی را شکست کرد. لزنر در بتل گراند بالاخره به مصاف سث رالینز رفت ودرحال پیروزی بودکه آندرتیکربرای انتقام شکستن استریکش درمسابقه دخالت کرد و به براک لزنر حمله کرد.
در شو راو آن دو به شدت باهم درگیرشدند که مأموران امنیتی لزنر را دستگیر کردند. آندرتیکر و لزنر در سامر اسلم (۲۰۱۵) به مصاف هم رفتند که آندرتیکر برنده مسابقه شد اما بعداً اعلام شد او در هِل این اِ سِل دوباره به مصاف آندرتیکر خواهد رفت. همچنین اعلام شد لزنر قبل از مبارزه با آندرتیکر در هل تور به مصاف بیگ شو خواهد رفت.
لزنر سرانجام در هل تور بیگ شو را شکست داد. شب بعد در راو هنگامی که مدیر برنامه‌های براک لزنر پل هیمن طبق معمول در حال تعریف و تمجید از او بود بیگ شو به رینگ آمد و خواستار دست دادن با او شد که براک آن را رد کرد. پس از بیرون آمدن او از رینگ بیگ شو به او گفت که امیدوار است در هل این ا سل از آندرتیکر شکست بخورد. براک پس از شنیدن این حرف به رینگ برگشت و به بیگ شو ابتدا یک سوبلکس و سپس یک اف فایو زد. لزنر در هل این ا سل از سد آندرتیکر گذشت.
در راو ۱۱ ژانویه ۲۰۱۶، لزنر بازگشت و به نو دِی، اتحادیه ملل، کِوین اُوِنز و رومن رینز حمله کرد. در راو هفته بعد هم لزنر وارد شد و با رینز درگیر شد تا اینکه هردو آن‌ها توسط خانواده وایت مورد ضرب و شتم قرار گرفتند. در رویال رامبل، لزنر که ورودی ۲۳ بود، بعد از اینکه توانست اریک روئن، لوک هارپر و حتی براون استرومن را از رینگ به بیرون بیندازد و حذف کند، آن‌سه باز هم وارد رینگ شده به کمک بری وایت آمدند و لزنر را حذف کردند. شب بعد در راو، استفنی مک‌ماهون اعلام کرد که در رویداد فست‌لین، یک مسابقه تریپل ترت بین دین امبروز، قهرمان قبلی دبلیودبلیوئی سنگین‌وزن جهان یعنی رومن رینز و همین‌طور لزنر برگزار خواهد شد و برنده مسابقه در رسلمانیا ۳۲ برای قهرمانی کمربند مقابل تریپل اچ قرار خواهد گرفت.
اما او در این مسابقه برنده نشد. او شب بعد در راو بادین آمبروز درگیری پیدا کرد و او را مصدوم کرد و در همان شب دین آمبروز درخواست مبارزه با لزنر در رسلمانیای ۳۲را خواست وبراک لزنر آن را پذیرفت
براک لزنر در رسلمنیای ۳۲ توانست بر دین امبروز غلبه کند، وی پس از مسابقه اش در رسلمنیا برای مدتی از مسابقات دبلیو دبلیو ای کناره‌گیری کرد تا در رویداد یو اف سی ۲۰۰ برابر مارک هانت مبارزه کند. او در این رویداد با تکیه بر پیشینه‌اش در کشتی آزاد توانست مارک هانت را با اجماع رأی داوران شکست دهد. پس از مسابقه تست دوپینگ براک لزنر مثبت درآمد و سازمان یو اف سی پیروزی اش را لغو کرد و آن مسابقه بی‌نتیجه اعلام شد.
براک لزنر پس از رویداد یو اف سی ۲۰۰ به دبلیو دبلیو ای برگشت و رندی او
رتن را به مبارزه در رویداد بزرگ سامراسلم طلبید، رندی ارتن در اولین شب بازگشت دوباره لزنر به دبلیو دبلیو ای در شوی راو هنگام اجرای پروموی لزنر و هیمن وارد رینگ شد و فینیشر خود را به روی لزنر انجام داد و رینگ را ترک کرد، در شب بعد در شوی اسمکداون در حین مسابقه رندی ارتن در برابر فاندانگو با وجود نیروهای امنیتی در اطراف رینگ لزنر از بین تماشاچیان وارد رینگ شد و فینیشر خود را به روی رندی ارتن انجام داد و او را نقش بر زمین کرد و پس از ان توسط شین مکمن و نیروهای امنیتی به خارج سالن هدایت شد
لزنر در سامر اسلم ۲۰۱۶ در یک مسابقه جذاب پس از اف ۵ با ضربات متعدد مشت و آرنج به سر رندی ارتن او را ناک اوت کرد و رینگ را به خون کشید و توانست به پیروزی برسد، وی پس از پایان مسابقه باز هم رندی ارتن را مورد ضربات مشت قرار داد و هنگام خروج از رینگ با شین مکمن روبرو شد و پس از کمی بحث با فینیشر خود شین مکمن را نقش بر زمین کرد و رینگ را ترک کرد، شین مکمن در پاسخ به این حرکت لزنر در توییتر او را یک مین اونتر خوب دانست که پارا از حد فراتر گذاشته است.
سرانجام در شوی لایو اونت شیکاگو در تاریخ ۲۴ سپتامبر ۲۰۱۶ رندی ارتن در ریمچ خود برابر لزنر پس از استفاده متعدد از صندلی هم نتوانست در برابر او به برتری برسد و باز هم بازنده میدان شد
سپس با بازگشت دوباره بیل گلدبرگ به شوهای راو لزنر برای بار دوم او را برای مسابقه در سوروایور سریس به مبارزه طلبید که در نهایت گلدبرگ توانست در کمتر از دو دقیقه برای بار دوم لزنر را شکست دهد
لزنردر رویال رامبل ۲۰۱۷ شروعی طوفانی داشت اما با ورود گلد برگ به رینگ پس از درگیری با او توسط گلدبرگ حذف شد، دلیل درگیری آنها این بود که گلدبرگ مربی قدیمی لزنر بود ولی پاول هیمن به لزنر می‌گفت: گلدبرگ هیچ کاری برای تو نکرده و اگر با او کار کنی دیگر طرفداری نداری، که لزنر هم به حرف او گوش کرد و گلدبرگ هم گفت:من اگر شاگرد قدیمی خودم را نتوانم ببرم دیگر گلدبرگ نیستم، که وی در شوی راو از گلدبرگ آخرین مبارزه را در رسلمنیای ۳۳ خواست که گلدبرگ در پاسخ به این مبارزه ان را قبول کرد
پس از این اتفاق در رویداد رویال رامبل براک لزنر و پاول هیمن درشوی راو گلدبرگ را برای بار آخر در رویداد رسلمنیای ۳۳ به چالش کشیدند که این چالش از سوی گلد برگ پذیرفته شد، گلدبرگ در رویداد فستلین باغلبه بر کوین اونز توانست در یک مسابقه کوتاه(۳۰ ثانیه ای) قهرمان یونیورسال شود و در شوی راو بعد از رویداد فستلین لزنر وارد شد و پس از رجز خوانی‌های هیمن لزنر فینیشر خود راروی گلدبرگ اجرا کرد که در راو بعد این حرکت لزنر از سوی گلدبرگ با فینیشر اسپیر پاسخ داده شد، که بعد گلدبرگ گفت:من مرد همیشه طوفانی هستم و بعد رینگ را ترک کرد
براک لزنر در تاریخ ۲ آوریل در رویداد رسلمنیا به مصاف گلدبرگ رفت که علی‌رغم قدرت نمایی گلدبرگ پس از انجام ۱۰ سوپلکس و یک اف۵ گلدبرگ توانست قهرمانی یونیورسال را دوباره از آن خودکند و بعد درگیری آنها تمام شد. براک لزنر در رویداد رویال رامبل۲۰۱۸ توانست کین و بران استرومن را شکست دهدتا یکی از رکوردداران حفظ کمربند یونورسال باشد. براک لزنر در حال حاضر در شوهای راو کم حضور پیدا می‌کند.
براک لزنر همچنین در رسلمنیا ۳۴ توانست رومن رینز را شکست دهد و کمربند خود را حفظ کند. لزنر همچنین در بزرگ‌ترین رویال رامبل تاریخ wwe در شهر جدّه عربستان سعودی توانست برای بار دوم رومن رینز را در steel cage match شکست دهد و کمربند خود را حفظ کند. او در ماه ژوئن۲۰۱۸ توانست رکورد طولانی‌ترین دارنده کمربند جهانی در دوران مدرن که قبل از آن در اختیار سی ام پانک بود را بشکند. براک لزنر و رومن رینز در سامراسلم ۲۰۱۸ به مصاف هم خواهند رفت
ولی براک این بار موفق به پیروزی نشد زیرا هم با استرومن و هم با رومن درگیر بود (چون استرومن صاحب کیف مانی این ده بنک بود می‌توانست در مسابقه دخالت کند) و کمربند خود را به رومن رینز واگذار کرداو نیز پس از واگذاری کمربند یونورسال با بران استرومن مسابقه داد و او را شکست داد براک نیز هم‌اکنون صاحب کمربند یونورسال است. او دررویال رامبل قرار شد از کمربندش در مقابل براون استرومن دفاع کند اما چون استرومن لیمو زین وینس مک من را نابود کرد از مسابقه با لزنر محروم شد فین بالور در شو راو در یک مسابقه سه نفره درو مک‌اینتایر و جان سینا را شکست و حریف براک لزنر بر سر کمربند شد در رویداد رویال امبل لزنر از کمربندش در مقابل بالور دفاع کرد اما در رسلمانیا از برنده رویال رامبل سث رالینز باخت و کمربندش را به سث رالینز واگذار کرد او در مانی این د بنک به‌طور ناگهانی حضور یافت و در سابقه نردبانی با هل دادن علی از روی نردبان یف مانی این دبنک لقب مستر مانی این دبنک را از ان خود کرد.
براک لزنر بعد از به دست آوردن کیف در شو راو بعد آن قرار شد که یک قهرمان را به چالش بکشد و کیف را بر روی او کش کند. کوفی کینگستون قهرمان دبلیو ای یا ست رالینز قهرمان یونیورسال و او مسلماً ست رالینز را به چالش کشید و در سوپر شو دادن ۲۰۱۹ سعی کرد کیف رو بر روی کش کند که ناگهان حواس لزنر پرت شد و ست رالینز با ضربه ناگهانی مانع از دست دادن قهرمانی یونیورسال شد.
لزنر بعد از آن اتفاق به شدت عصبانی شد و در اکستریم رولز ۲۰۱۹، هنگامی که ست رالینز و بکی لینچ در مقابل بارون کوربین و لیسی ایوانز به پیروزی رسیدند، ناگهان وارد شد و با کش کردن کیف مانی ایند بنک، کمربند یونیورسال را که حقش بود، پس گرفت.
پس از آن، در مسایقه بین ست رالینز و دولف زیگلر، به ست رالینز حمله کرد و به او چند F5 و سوپلکس زد که باعث مصدومیت رالینز شد. اما ست رالینز با اینکه شکمش آسیب دیده بود، تسلیم نشد و در سامر اسلم ۲۰۱۹ کمربند یونیور سال خود را به ست رالینز باخت. وی در شو اسمکدان کوفی کینگستون را ظرف ۹ ثانیه شکست داد و قهرمان کمربندwwe شد.
وی همچنین در crown jewel 2019 مقابلCain Velasquez توانست از کمربند خود دفاع کند. در یکی از قسمت‌های راو به ری میستریو و پسرش حمله کرد و در سروایور سریز ۲۰۱۹ نیز توانست از کمربند خود در مقابل ری میستریو دفاع کنداما سرنجام در رسلمنیا مقابل درومکنتایر شکست خورد و کمربند wwe را واگذار کرد بعد از آن قرارداد لزنر با کمپانی به پایان رسید. او در سامراسلم ۲۰۲۱ برگشت و با رومن رینز فیس تو فیس شد بعد جان سینا و رومن رینز را چلنچ کرد برای اینکه کمربند wwe به‌دست بیاورد.
و اخیراً براک لزنر در کمپانی به نام WUA فعالیت می‌کند.
فینیشرها (ضربات تمام کننده)
Suplex City (سوپلکس سیتی)
F-5 (اف فایو) Kimura Lock (کیمورا لوک)

## رکورد مسابقاتMMA
| بررسی رکورد مسابقات حرفه‌ای               |                                                 |                                                  |
| خطای عبارت: عملگر < دور از انتظار مسابقه | خطای عبارت: نویسه نقطه‌گذاری شناخته نشده «۲» برد | خطای عبارت: نویسه نقطه‌گذاری شناخته نشده «۲» باخت |
| ناک‌اوت                                   | ۲                                               | ۲                                                |
| تسلیم                                    | ۲                                               | ۱                                                |
| تصمیم داور                               | ۱                                               | 0                                                |
| No contests                              | ۱                                               | ۱                                                |

| نتیجه.     | رکورد  | حریف         | روش                                  | رویداد       | تاریخ          | راند | زمان | مکان                                    | یادداشت                                                                    |
| ---------- | ------ | ------------ | ------------------------------------ | ------------ | -------------- | ---- | ---- | --------------------------------------- | -------------------------------------------------------------------------- |
| بدون نتیجه | (1)5-3 | مارک هانت    | برنده شدن با دوپینگ                  | UFC200       | ۹ ژوئیه ۲۰۱۶   | 3    | 5:00 | لاس وگاس، نوادا، ایالات متحده           | کسب پیروزی با رای داوران و سپس لغو پیروزی بعد از مثبت شدن تست دوپینگ لزنر. |
| باخت       | 5-3    | الیستر آوریم | ناک اوت فنی (لگد به بدن و ضربات مشت) | UFC 141      | ۳۰ دسامبر ۲۰۱۱ | 1    | 2:26 | لاس وگاس، نوادا، ایالات متحده           |                                                                            |
| باخت       | 5-2    | کین ولاسکوئز | ناک اوت فنی (ضربات مشت)              | UFC 121      | ۲۳ اکتبر ۲۰۱۰  | 1    | 4:12 | آناهیم، کالیفرنیا، ایالات متحده         | از دست دادن عنوان قهرمانی سنگین‌وزن UFC.                                    |
| برد        | 5-1    | شین کاروین   | سابمیشن (arm-triangle choke)         | UFC 116      | ۳ ژوئیه ۲۰۱۰   | 2    | 2:19 | [[Las Vegas, Nevada, United States      | دفاع از عنوان قهرمانی سنگین‌وزن UFC.                                        |
| برد        | 4-1    | فرانک میر    | ناک اوت فنی (ضربات مشت)              | UFC 100      | ۱۱ ژوئیه ۲۰۰۹  | 2    | 1:48 | لاس وگاس، نوادا، ایالات متحده           | دفاع از عنوان قهرمانی سنگین‌وزن UFC.                                        |
| برد        | 3-1    | رندی کوتور   | ناک اوت فنی (ضربات مشت)              | UFC 91       | ۱۵ نوامبر ۲۰۰۸ | 2    | 3:07 | [[Las Vegas, Nevada, United States      | برنده شدن عنوان قهرمانی سنگین‌وزن UFC.                                      |
| برد        | 2-1    | هیث هرینگ    | رای متحد کل داوران                   | UFC87        | ۹ اوت ۲۰۰۸     | 3    | 5:00 | [[Minneapolis, Minnesota, United States |                                                                            |
| باخت       | 1-1    | فرانک میر    | سابمیشن (kneebar)                    | UFC81        | ۲ فوریه ۲۰۰۸   | 1    | 1:30 | [[Las Vegas, Nevada, United States      |                                                                            |
| برد        | 1-0    | مین سو کیم   | سابمیشن (ضربات مشت)                  | Dynamite usa | ۲ ژوئن ۲۰۰۷    | 1    | 1:09 | لس آنجلس                                |                                                                            |